# Mariusz Szańczuk
Mariusz Szańczuk (ur. 13 maja 1974 w Kożuchowie) – polski żużlowiec.
Wychowanek klubu Falubazu Zielona Góra, licencję zdobył w 1990 roku (nr 1166). Jako zawodnik tego klubu startował w rozgrywkach z cyklu Drużynowych Mistrzostw Polski w latach 1991–1995. W 1996 roku startował w Cemwapie Opole. Złoty medalista Drużynowych Mistrzostw Polski z 1991 roku.
Dwukrotny finalista Turniejów o Brązowy Kask (1991r. XVII miejsce, 1992r. VI miejsce). Dwukrotnie również wystąpił w finale Młodzieżowych drużynowych mistrzostwach Polski (1992-1993) za każdym razem zajmując czwartą lokatę.

## Drużynowe Mistrzostwa Polski - Sezon Zasadniczy Najwyższej Klasy Rozgrywkowej
| Sezon | Klub                  | Miejsce | Liga   | Średnia/bg | Średnia/mc | Pkt     | Bonusy | Razem   | Komplety | Biegi | Mecze |
| ----- | --------------------- | ------- | ------ | ---------- | ---------- | ------- | ------ | ------- | -------- | ----- | ----- |
| 1991  | Morawski Zielona Góra |         | 1 Liga | 0,000      | 0,000      | 0 (98)  | 0      | 0 (98)  | 0        | 3     | 1     |
| 1992  | Morawski Zielona Góra | 4       | 1 Liga | 0,000      | 0,000      | 0 (132) | 0      | 0 (132) | 0        | 1     | 1     |
| 1993  | Morawski Zielona Góra | 6       | 1 Liga | 0,259 (74) | 0,500 (74) | 5 (106) | 2      | 7 (103) | 0        | 27    | 10    |
| 1994  | Morawski Zielona Góra | 10      | 1 Liga | 0,732 (69) | 1,533 (71) | 23 (76) | 7      | 30 (73) | 0        | 41    | 15    |

W nawiasie miejsce w danej kategorii (śr/m oraz śr/b - przy założeniu, że zawodnik odjechał minimum 50% spotkań w danym sezonie)